# Scyllarides elisabethae
Scyllarides elisabethae är en kräftdjursart som först beskrevs av Ortmann 1894.  Scyllarides elisabethae ingår i släktet Scyllarides och familjen Scyllaridae. IUCN kategoriserar arten globalt som livskraftig. Inga underarter finns listade i Catalogue of Life.